# Mokreni
Mokreni (mazedonisch Мокрени) ist ein Dorf im zentralen Teil Nordmazedoniens, das zur Gemeinde Čaška gehört. Die nächstgelegene Stadt ist Veles.

## Geographie
Mokreni liegt etwa 50 Kilometer südwestlich von Veles. Das Dorf befindet sich in der historischen Landschaft Azot, welche auch Babunija genannt wird, angelehnt an den Babuna-Fluss. Die Nachbardörfer von Mokreni sind Gabrovnik und Oraov Dol. Westlich des Dorfes erhebt sich das Bergmassiv Jakupica mit der Spitze Solunska Glava.

## Geschichte
Die Region Azot wurde nach 1900 Schauplatz blutiger Kämpfe und Scharmützel zwischen den bulgarischen Komitadschi der Inneren Makedonisch-Adrianopeler Revolutionären Organisation (WMORO) und den serbischen Tschetniks, welche sich teilweise erfolgreich in der Region angesiedelt hatten.
Laut der Statistik des Ethnographen Wassil Kantschow zählte Mokreni Ende des 19. Jahrhunderts 450 Einwohner, welche allesamt als christliche Bulgaren klassifiziert wurden.
Laut einem Geheimbericht des bulgarischen Konsulats in Skopje im Jahre 1895 erkannten alle 64 Häuser des Dorfes das Ökumenische Patriarchat von Konstantinopel an. Laut dem Metropolit Polikarp von Debar und Veles existierten 1904 in Mokreni 72 serbische Familien.
Nach den Statistiken des Sekretärs des bulgarischen Exarchats Dimitar Mischew („La Macédoine et sa Population Chrétienne“) im Jahr 1905 lebten in Mokreni 512 bulgarische, serbophile Patriarchisten, welche eine serbische Schule im Dorf besaßen.
Im Zuge des Balkankrieges meldeten sich ein Dorfbewohner freiwillig zur Makedonisch-Adrianopeler Landwehr, einem Freiwilligenverband der bulgarischen Armee.
1927 führte der deutsche Forscher Leonhard Schultze Mokreni auf seiner Karte Mazedoniens auf und ordnete es als ein kürzlich serbisiertes, bulgarisches Dorf ein.
Laut der letzten Volkszählung von 2002 lebten in Mokreni 16 Einwohner, alle Mazedonier.

## Persönlichkeiten
- Pano Arsow, bulgarischer Revolutionär der WMORO
- Iwan Najdow, bulgarischer Revolutionär der WMORO
- Pano Mokrentscheto, bulgarischer Revolutionär der WMORO
- Petar Arsovski (* 1945), mazedonischer Schauspieler